# Julikever
De julikever (Polyphylla fullo) is een kever uit de familie van de bladsprietkevers (Scarabaeidae). De wetenschappelijke naam van de soort werd als Scarabaeus fullo in 1758 gepubliceerd door Carl Linnaeus.

## Kenmerken
De kever heeft een gemarmerde tekening van zwart/bruin met wit of geel. Vrouwtjes zijn meestal groter, mannetjes hebben grote gevederde antennes.

## Leefwijze
De larve eet wortels van grassen en ontwikkelt zich in drie à vier jaar tot een kever, die bijna vier centimeter groot kan worden. De julikever heeft een voorkeur voor naaldbos op zandgrond en eet dennennaalden. Hij vliegt van de schemering tot middernacht, en zit overdag stil. Bij bedreiging of aanraken maken ze een hard, knarsend geluid, waarschijnlijk om belagers af te leiden.

## Verspreiding en leefgebied
Het verspreidingsgebied van de julikever is zuidelijk Midden-Europa, de Kaukasus en Noord-Afrika. In Noord-Duitsland en Nederland is de soort inmiddels zeldzaam doordat zijn leefgebied sterk is aangetast. De kever wordt in Nederland en België gevonden in het duingebied.